# Nick Antosca
Nick Antosca (New Orleans, 23 gennaio 1983) è uno scrittore, sceneggiatore e produttore televisivo statunitense.

## Biografia
Nato a New Orleans nel 1983, vive e lavora a New York.
Trasferitosi molto giovane nel Maryland, si è laureato all'Università Yale nel 2005 in cinematografia.
Il suo esordio nella letteratura è avvenuto nel 2006 con il romanzo Fires e in seguito ha pubblicato 3 novelle e una raccolta di racconti e i suoi scritti sono apparsi in numerose riviste, antologie e siti.
Attivo anche in ambito cinematografico e televisivo, dopo aver lavorato come sceneggiatore in alcune serie TV, nel 2016 ha ideato Channel Zero, serie antologica horror della quale è stato showrunner fino alla sua cancellazione nel 2019.

## Filmografia

### Sceneggiatore

#### Cinema
- Jukai - La foresta dei suicidi (The Forest), regia di Jason Zada (2016)
- Antlers, regia di Scott Cooper (2021)

#### Televisione
- Teen Wolf – serie TV, episodi 2x05-2x07 (2012)
- Last Resort – serie TV, episodio 1x07 (2012)
- Believe – serie TV, episodi 1x04-1x11 (2014)
- The Player – serie TV, episodio 1x06 (2015)
- Hannibal – serie TV, episodi 3x04-3x08-3x13 (2015)
- Channel Zero – serie TV, 8 episodi (2016-2018)
- The Act – serie TV, 3 episodi (2019)
- Al nuovo gusto di ciliegia (Brand New Cherry Flavor) – miniserie TV, 3 puntate (2021)
- Candy - Morte in Texas (Candy) – miniserie TV, puntata 1x01 (2022)
- A Friend of the Family – miniserie TV, 2 puntate (2022)

## Opere

### Romanzi
- Fires (2006)

### Novelle
- Midnight Picnic (2009)
- The Obese (2012)
- The Hangman's Ritual (2013)

### Racconti
- The Girlfriend Game (2013)

## Riconoscimenti
- Premio Shirley Jackson
  - 2009 – Miglior novella per Midnight Picnic